# Tokko (Fluss)
Der Tokko (jakutisch und russisch Токко) ist ein 446 km langer rechter Nebenfluss der Tschara in Ostsibirien (Russland).

## Verlauf
Der Tokko entspringt in etwa 1750 m Höhe an der Südostseite eines 2028 m hohen, namenlosen Gipfels im Udokangebirge, einem Teil des Stanowoihochlandes im Süden der autonomen Republik Sacha (Jakutien), in unmittelbarer Nähe der Grenze zur Region Transbaikalien. Nach wenigen Kilometer durchfließt der Tokko den gleichnamigen Hochgebirgssee und wendet sich in nördliche Richtung. Unter genereller Beibehaltung dieser Fließrichtung durchströmt der Fluss dann in weiten Bögen das vorwiegend Mittelgebirgscharakter tragende Oljokma-Tschara-Plateau, bis er schließlich gut 30 km südöstlich (unterhalb) des am rechten Ufer der Tschara gelegenen Dorfes Tokko in diesen Fluss mündet.
Die wichtigsten Nebenflüsse des Tokko sind von rechts Ugu, Tschoruoda (Länge 145 km) und Tjanja (177 km; auch Tjane, jakutisch Teene), von links Alatkit, Kebekte und Torgo.

## Hydrografie
Das Einzugsgebiet des Tokko umfasst 23.100 km². Die Abflussmenge beträgt im Jahresmittel 220 m³/s.
Nahe der Mündung ist der Tokko über 200 Meter breit und drei Meter tief; seine Fließgeschwindigkeit beträgt hier 0,5 m/s.
Der Tokko gefriert Oktober bis Mai.

## Wirtschaft, Infrastruktur und Nutzung
Der Unterlauf des Tokko ist ab der Mündung des Nebenflusses Tjanja auf 131 km schiffbar.
Das durchflossenen Gebiet ist nur sehr dünn besiedelt, daher fehlt jegliche Infrastruktur fast völlig. Im gesamten Einzugsgebiet leben nur knapp 500 Menschen, zumeist Ewenken – das sind 0,02 Einwohner/km². Direkt am Fluss gibt es keine Ortschaften. An Nebenfluss Tjanja liegt unweit der Mündung das gleichnamige Dorf, am linken Nebenfluss Torgo etwa 30 km oberhalb der Mündung die gleichnamige, heute nicht mehr ständig bewohnte Siedlung Torgo. Dort nimmt der östliche Zugang zu den Lagerstätten des begehrten Schmucksteines Charoit im Bereich der Wasserscheide zwischen den Einzugsgebieten von Tschara und Tokko seinen Anfang. Bis 2010 hatten die letzten der 1989 noch 1593 Einwohner den Ort verlassen, der damit zur Geisterstadt wurde.